# Jacob F. Gerkens
Pour les articles homonymes, voir Gerkens.
Jacob F. Gerkens, né le 12 janvier 1842 à Holstein en Allemagne, est 
membre du conseil municipal de Los Angeles aux États-Unis et le premier chef de police de cette ville, après l'abolition du bureau du marshal de ville. Il sert à ce poste pendant un peu plus d'un an, du 18 décembre 1876 au 26 décembre 1877.